# Rede ferroviaria nacional
Rede ferroviaria nacional (Refer, EPE) est une entité publique entrepreneuriale (EPE) portugaise chargé de la gestion du réseau ferré entre 1997 et 2015.
Créée par séparation de Caminhos de Ferro Portugueses (CP) pour assurer la gestion, l'entretien et la construction des infrastructures ferroviaires portugaises, elle absorbe en 2015 l'entreprise publique Estradas de Portugal (EP, SA) pour former la société anonyme à capitaux publics Infraestruturas de Portugal (IP, SA).

## Histoire
La création de cette société publique entre dans le cadre des applications des directives européennes, le Portugal restructure l'organisation de son secteur ferroviaire en séparant notamment le gestionnaire d'infrastructure ferroviaire de l'exploitant du réseau. REFER est créée le 24 avril 1997, avec la publication du décret-loi no 104/97
Le 11 décembre 2001, REFER adhère à l'European Rail Infrastructure Managers (EIM) (Association européenne des gestionnaires d'infrastructure ferroviaire)

## Missions
Les missions de Refer comprennent :
- la maintenance du réseau existant et son développement (études et constructions d'ouvrages et de lignes nouvelles),
- la gestion des circulations.

## Réseau
Le réseau géré par Refer comprend (fin 2011) 2433,18 km de lignes à voie large, dont 1823,58 km (74,9 % du reseau) sont à voie unique, 568,7 km (23,4 %) à voie double et 40,8 km (1,7 %) à voie multiple, soit:
- 1599,98 km sont électrifiés, en courant alternatif 25 kV 50 Hz. Seuls 25,4 km sont en courant continu 1,5 kV)[3].

À la fin de l'année 2011, presque tout le réseau à voie étroite (1000 mm) est déclassé, mais la ligne de Vouga est encore en service et le tronçon Carvalhais-Mirandela-Cachão, sur la ligne du Tua, est exploité par le Metro de Mirandela.